# Grzegorz Woźniakowski
Grzegorz Jan Woźniakowski (ur. 12 marca 1982 w Puławach) – mikrobiolog, wirusolog, profesor, doktor habilitowany nauk rolniczych, dyscyplina weterynaria (2020), specjalność wirusologia weterynaryjna i biotechnologia. Absolwent Wydziału Biologii i Biotechnologii, Uniwersytetu Marii Curie-Skłodowskiej w Lublinie (2006). Stopień doktora nauk weterynaryjnych uzyskał w 2012 roku a doktora habilitowanego nauk weterynaryjnych w 2015 roku. Był kierownikiem Zakładu Chorób Świń od listopada 2018 do końca października 2020 Państwowego Instytutu Weterynaryjnego – Państwowego Instytutu Badawczego w Puławach.
Od listopada 2020 zatrudniony na stanowisku profesora w Zakładzie Diagnostyki i Nauk Klinicznych, Instytutu Medycyny Weterynaryjnej na Wydziale Nauk Biologicznych i Weterynaryjnych Uniwersytetu Mikołaja Kopernika w Toruniu. Od października 2022 Kierownik Katedry Chorób Zakaźnych, Inwazyjnych i Administracji Weterynaryjnej, UMK w Toruniu.